# Morges
Morges (/mɔʁʒ/, toponimo francese) è un comune svizzero di 15 889 abitanti del Canton Vaud, nel distretto di Morges del quale è capoluogo; ha lo status di città.

## Geografia fisica
Morges è affacciato sul lago Lemano.

## Monumenti e luoghi d'interesse

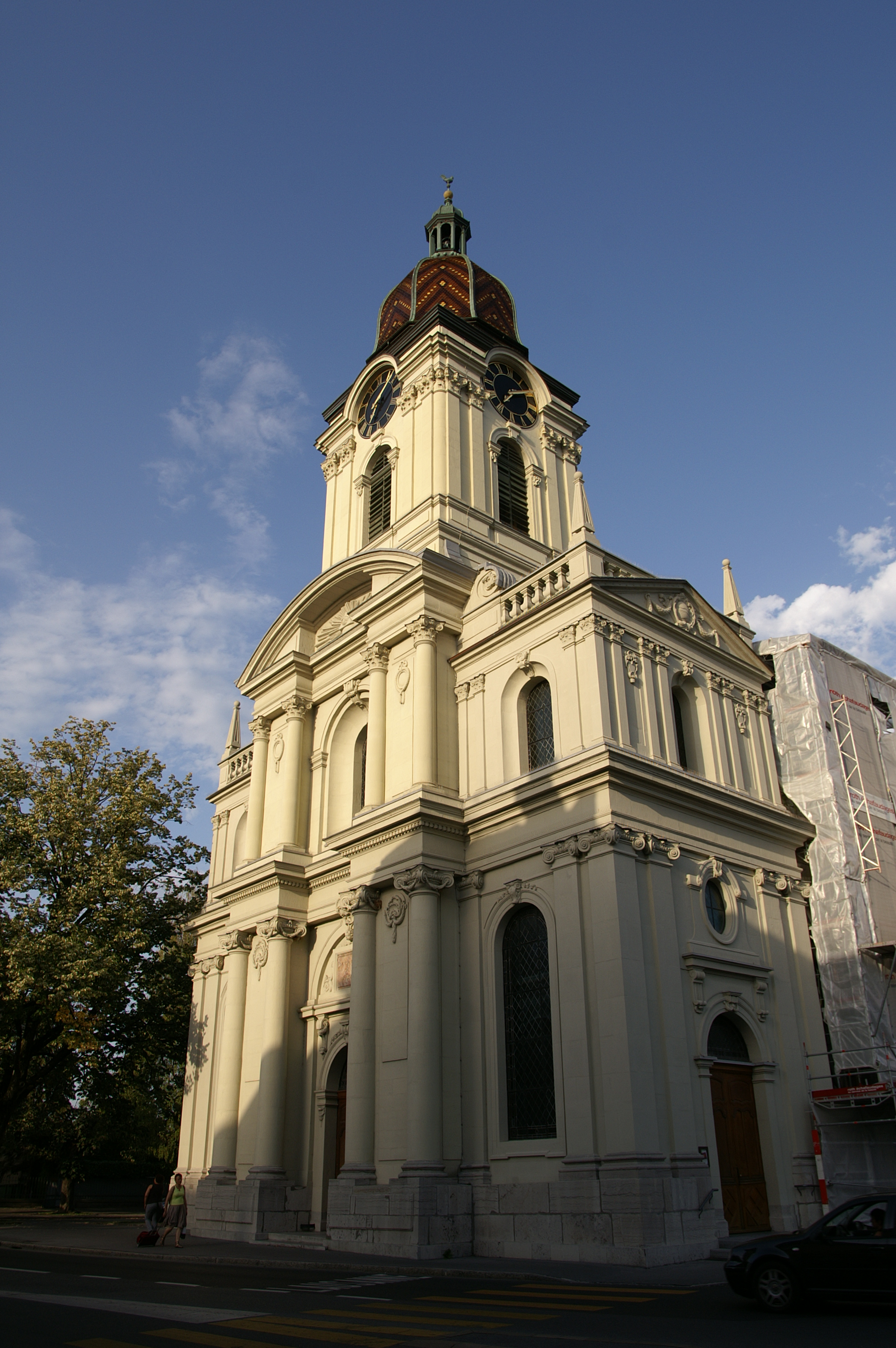
La chiesa riformata

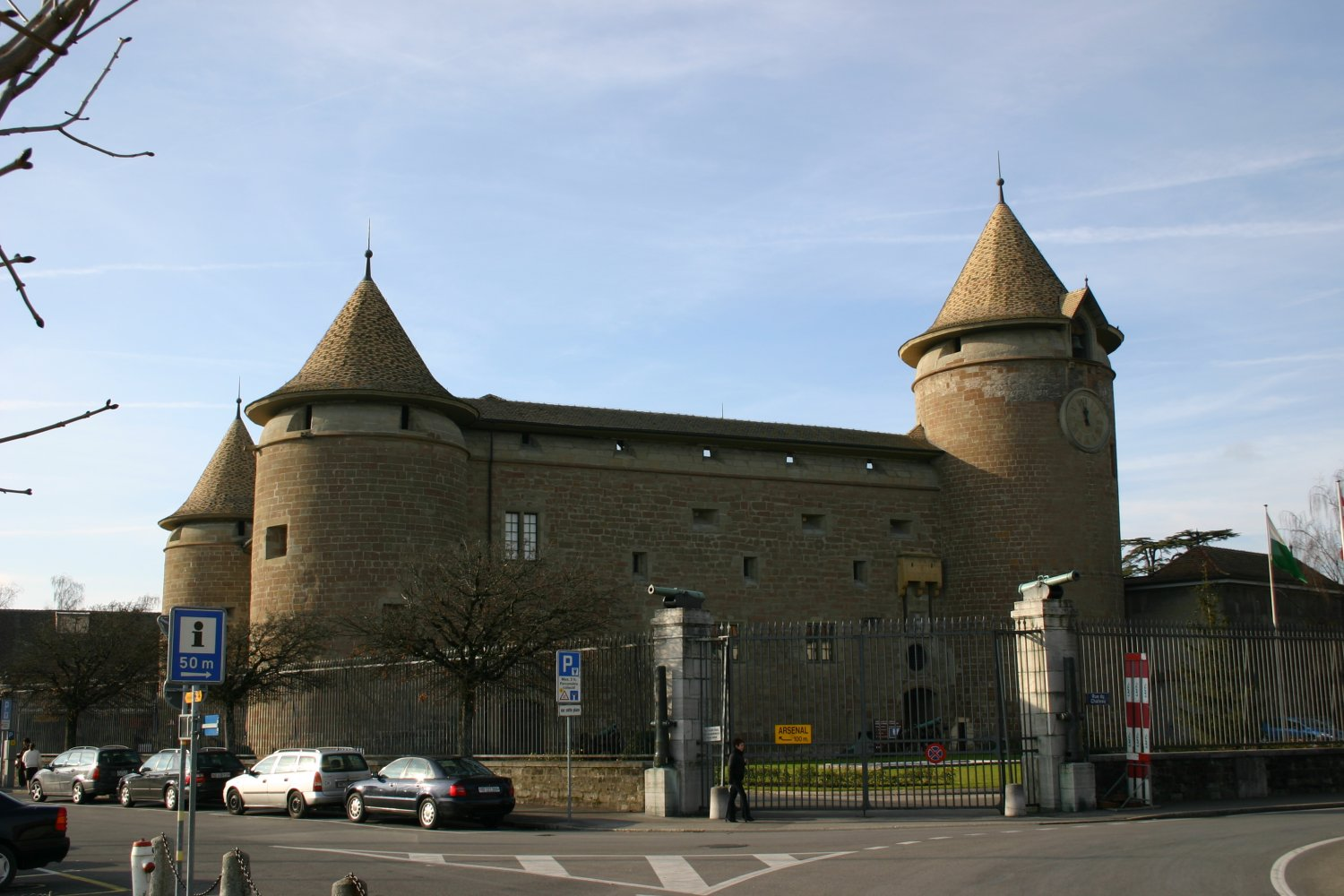
Il castello di Morges

- Chiesa riformata, eretta nel 1769-1776[1];
- Castello di Morges, eretto nel XIII secolo[1].

## Società

### Evoluzione demografica
L'evoluzione demografica è riportata nella seguente tabella:
Abitanti censiti

## Infrastrutture e trasporti

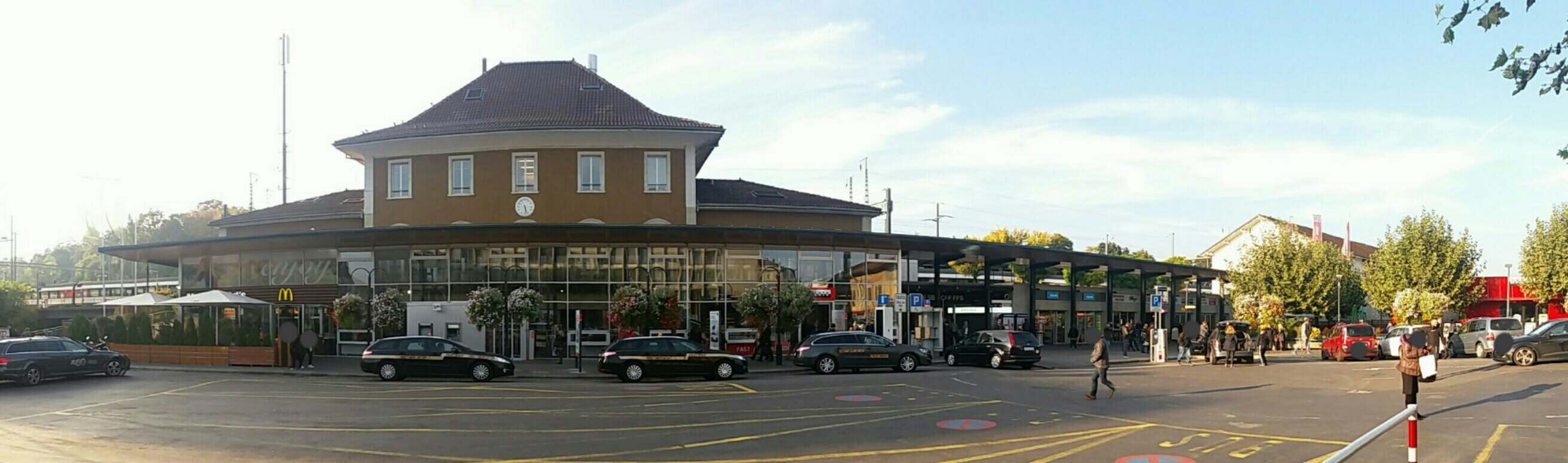
La stazione di Morges

Morges è servito dall'omonima stazione sulla ferrovia Losanna-Ginevra e capolinea della ferrovia Bière-Apples-Morges.

## Amministrazione
Ogni famiglia originaria del luogo fa parte del cosiddetto comune patriziale e ha la responsabilità della manutenzione di ogni bene ricadente all'interno dei confini del comune.

## Sport
A Morges è presente la squadra di football americano dei Morges Bandits.